# シンフォニー・エックス
シンフォニー・エックス（Symphony X）は、アメリカ合衆国出身のプログレッシブ・メタルバンド。
1980年代のネオクラシカルメタル勢らに続く、同種の第2世代にあたるバンドの一つ。当初は日本で人気を博し、後に欧米でも実績を上げた。

## 略歴

### 黎明期
1986年、ニュージャージー州でマイケル・ロメオ(G)と交流があったコリー・ブライスが「Gemini」という4人組バンドを結成。このバンドにロメオがツアー・メンバー等として関わるようになる。
1989年、ブライスは新たなバンドの結成に着手、ロメオが正式なギタリストとして参加したのを含め同年秋にメンバーが決定。1991年春にアルバムを完成させた時点でバンド名を「Phantom's Opera」に改称した。

### 結成
その後バンドのメンバーの間に確執が生まれ、ロメオとジャック・ヤング(Key)を除く3人が脱退。ロメオは「Phantom's Opera」を再編しながら活動を継続し、並行してソロ・アルバム『Dark Chapter』を製作。これが契機となり1994年に、ロッド・タイラー(Vo)、マイケル・ピネーラ(Key)、トーマス・ミラー(B)、ジェイソン・ルロ(Ds)の編成で、新たに「シンフォニー・エックス」を結成する。

### 1990年代
同年、バンドと同名のデビュー・アルバム『シンフォニー・エックス』をリリース。その後、2ndアルバム『ザ・ダムネイション・ゲーム』制作開始と前後してタイラーが脱退を表明し、ラッセル・アレン(Vo)に交代した。
1996年、3rdアルバム『ザ・ディヴァイン・ウィングス・オブ・トラジディ』をリリースする。このアルバムは、母国アメリカでの評価やセールスは上がらず、アルバム自体もアメリカ国内での正規リリースがなされていないままだった。
1997年の終わりに、個人的な理由により、ルロがバンドを一時離脱。バンドはサポートとしてトーマス・ウォーリング(Ds)を迎えての4thアルバム『トワイライト・イン・オリンポス』をリリースし、1998年6月に初来日公演を催行。その後ワールドツアーを行う。
これと前後してレーベルが「ゼロ・コーポレーション」から「インサイド・アウト・ミュージック」に変わり、母国アメリカでも配給可能となった。同年、インサイド・アウト・レーベルからの第1弾としてベスト・アルバム『プレリュード・トゥ・ザ・ミレニアム』をリリース。このアルバムには1stアルバム『シンフォニー・エックス』に収録されていた楽曲「Masquerade」がアレンのボーカルで再録されたことが話題となったが、同じく1998年にミラーからマイケル・レポンド(B)へと交代している。
一方、これらのツアーが契機となって2000年にルロ(Ds)が復帰し、同年に初のコンセプトアルバムでもある5thアルバム『ファイヴ-新・神話組曲』がリリースされる。その後、このアルバムを演目の主体としたヨーロッパ・ツアーを行い、フランスで行ったライブがライブ・アルバム『ライヴ!!イン・ヨーロッパ 2000-2001』として2001年にリリースされる。

### 2000年代

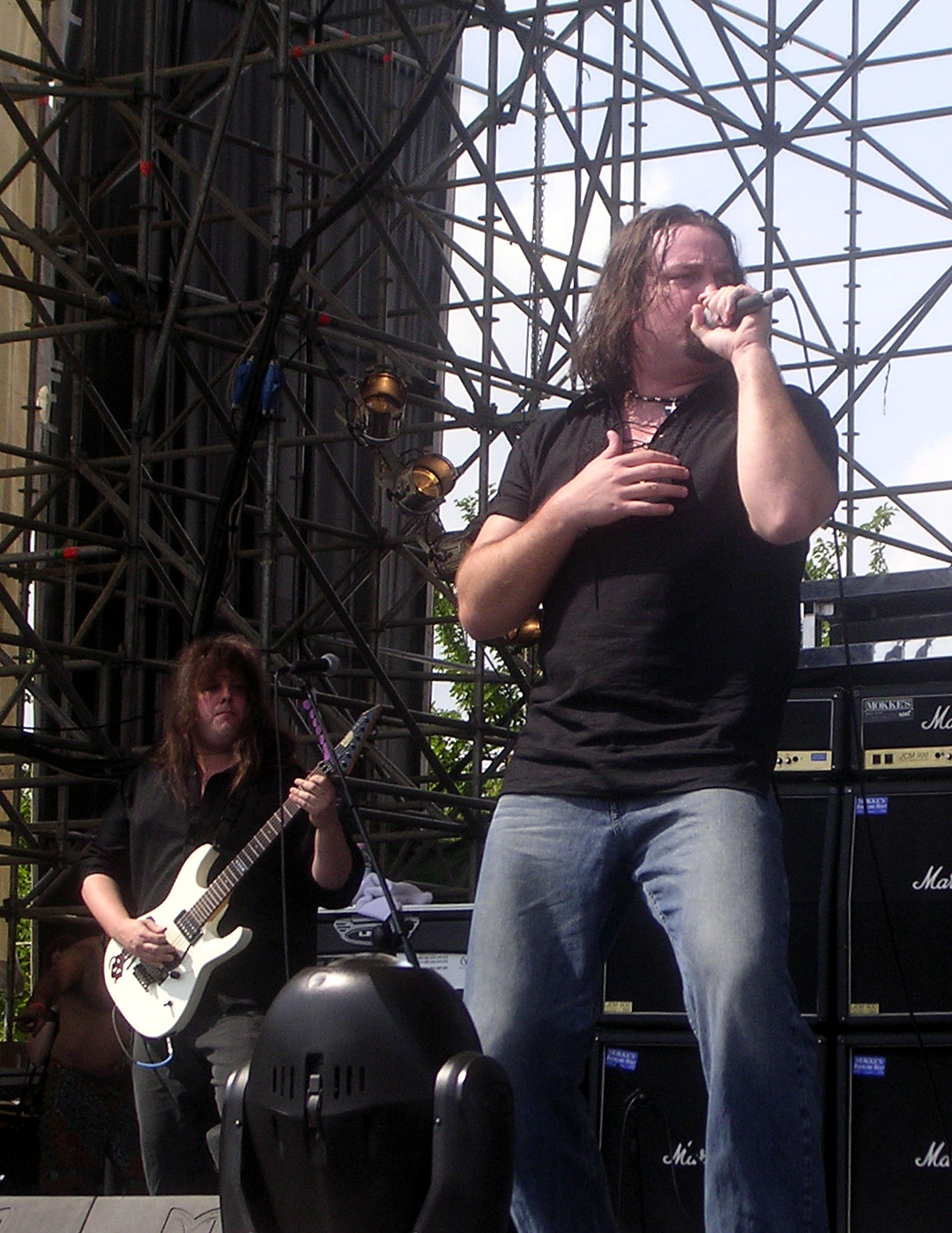
イタリア・ボローニャ公演 (2004年)

2002年には、6thアルバム『ジ・オデッセイ』をリリースしたが、その後はライブやメンバー各人の他バンドへのゲスト参加、ソロ・アルバムなど多方面に活動が展開されるようになったため、新作までの間隔はこれまでより長くなった。2005年にはメガデスとドリーム・シアターのダブルヘッドライナーの「Gigantour」に参加し、全米ツアーを行った。
2007年、前作から4年半ぶりの7thアルバム『パラダイス・ロスト』をリリース、ジョン・ミルトンの叙事詩「パラダイス・ロスト(失楽園)」を根本テーマとして扱っている。

### 2010年代
2011年には8thアルバム『アイコノクラスト』をリリース。2014年には、10月19日の『LOUD PARK 14』出演による16年ぶりの来日公演を行う予定だったが、レコーディングスケジュールの都合によりキャンセルとなった。
2015年に9thアルバム『アンダーワールド』をリリース。翌2016年、『LOUD PARK 16』にて18年ぶり2度目の来日公演。

## メンバー
- ラッセル・アレン (Russell Allen) - ボーカル (1995年- ) 2ndアルバムより参加。
- マイケル・ロメオ (Michael Romeo) - ギター (1994年- ) バンドのリーダーにして中心人物。
- マイケル・レポンド (Michael Lepond) - ベース (1998年- ) 4thアルバムのツアーより参加。5thからアルバムから参加。テクニカルなプレイを得意とする。
- マイケル・ピネーラ (Michael Pinnella) - キーボード (1994年- )
- ジェイソン・ルロ (Jason Rullo) - ドラムス (1994年-1997年、1998年- ) 4thアルバムには個人的な事情により参加しなかった。テクニカルなバンドでは珍しく1バスでツインペダルを使用する。

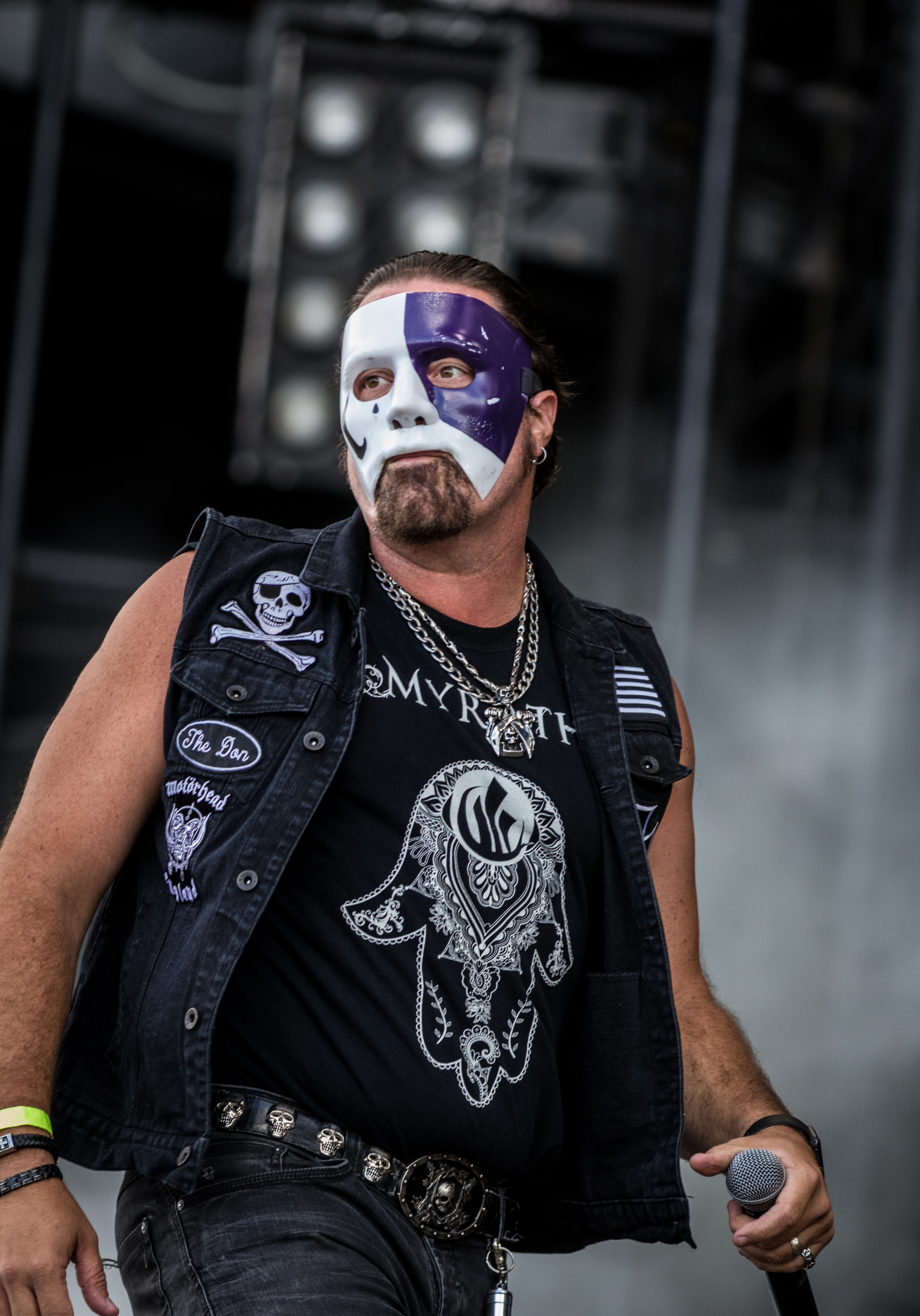
ラッセル・アレン(Vo) 2016年
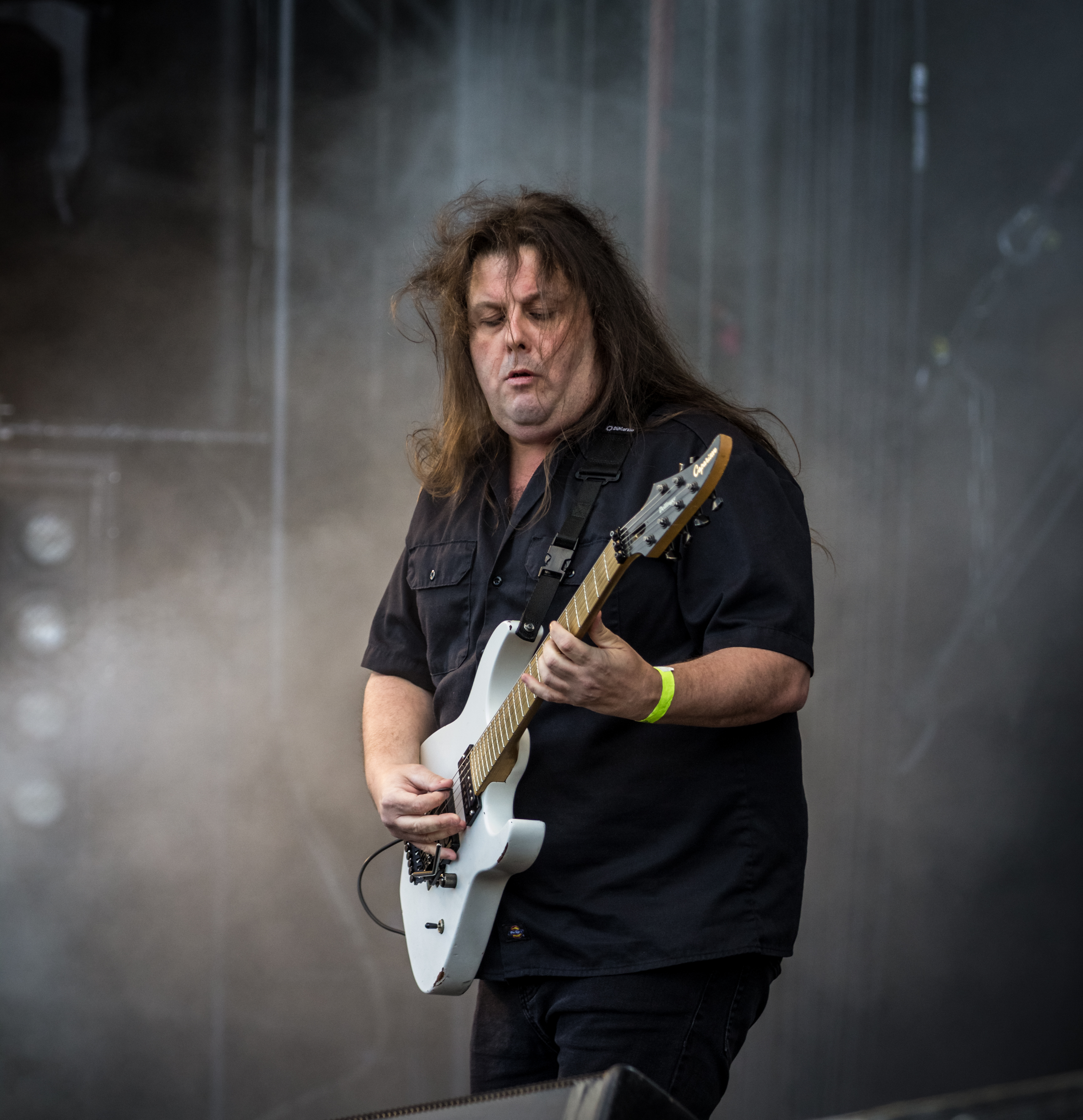
マイケル・ロメオ(G) 2016年
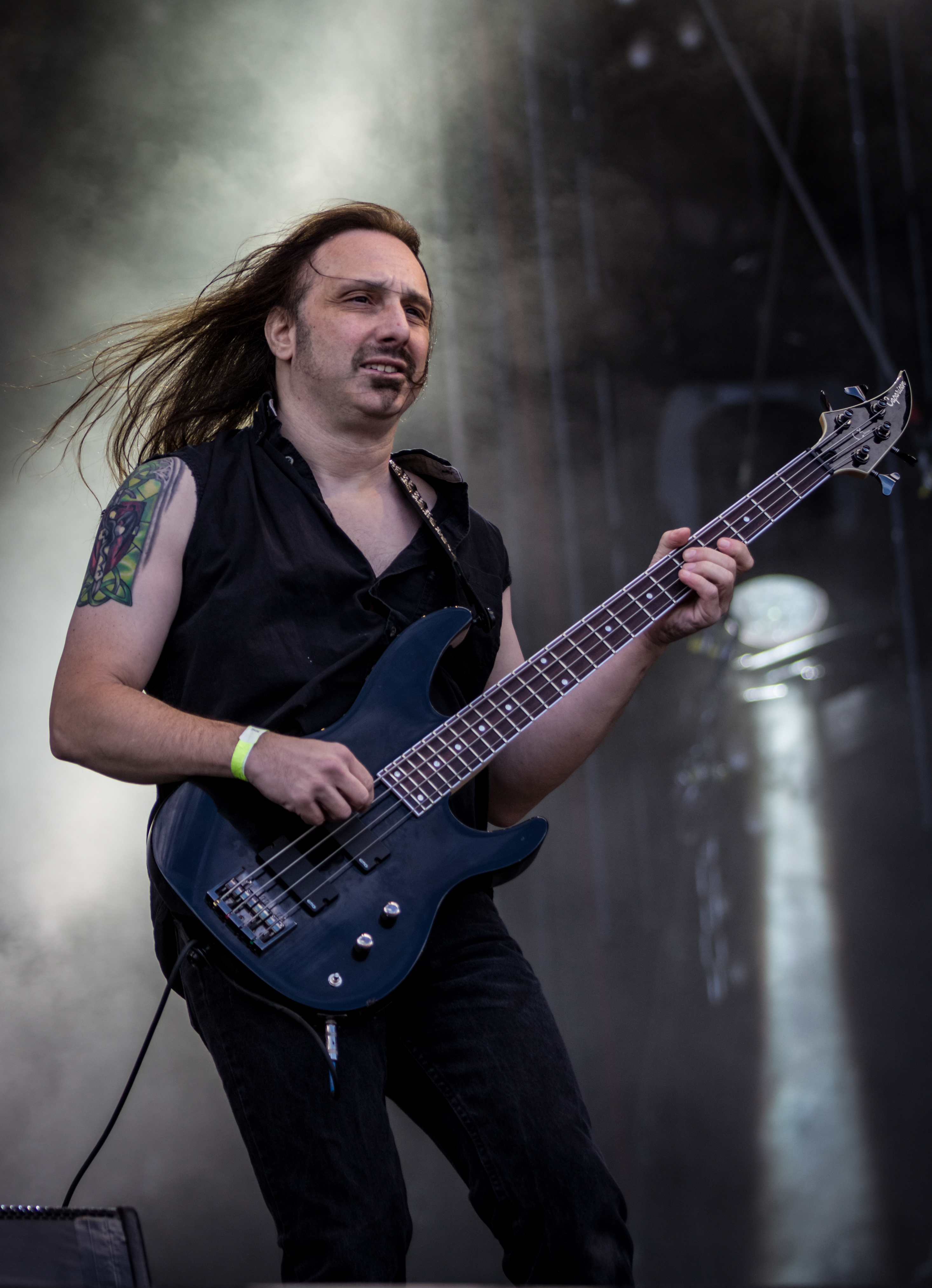
マイケル・レポンド(B) 2016年
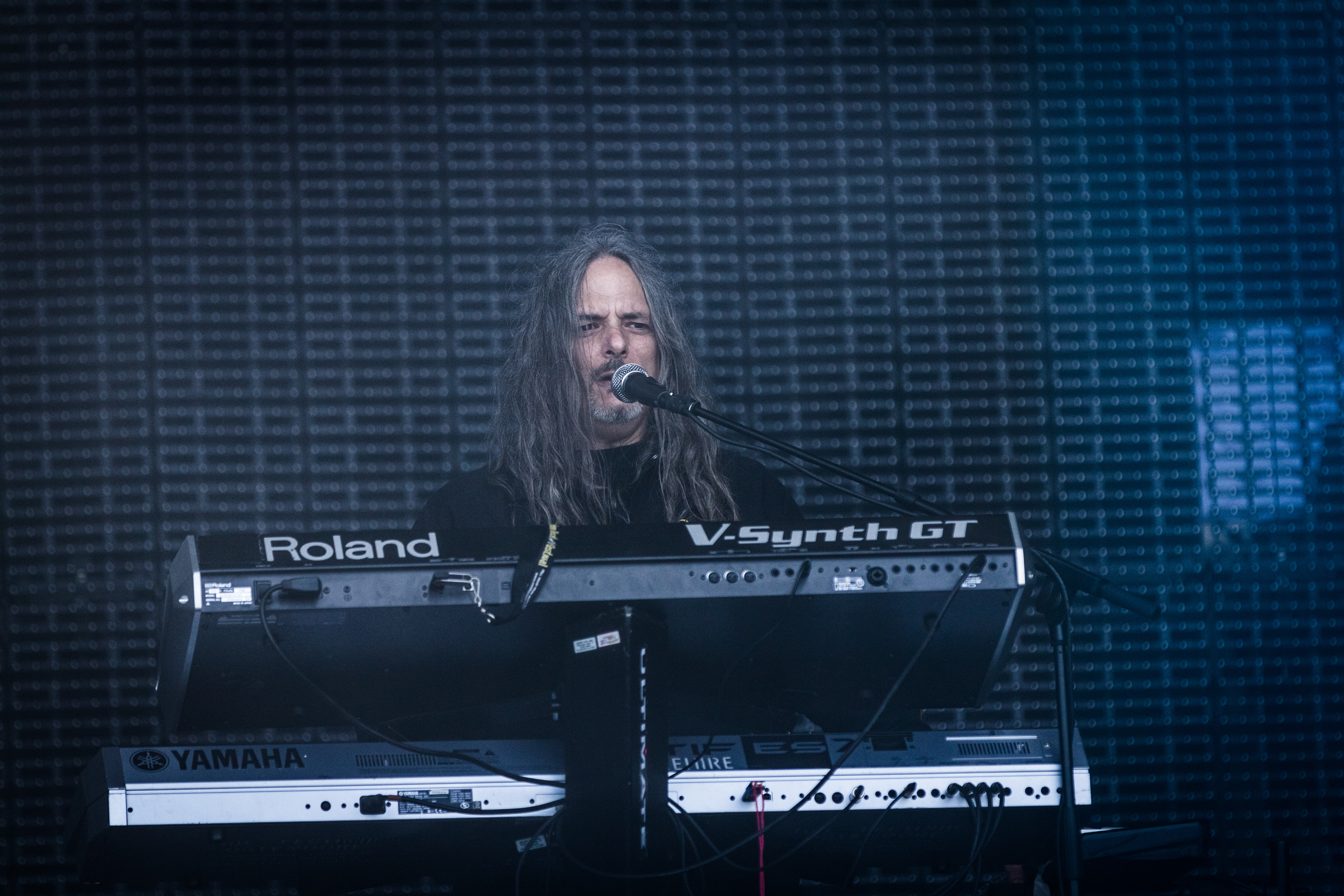
マイケル・ピネーラ(Key) 2016年
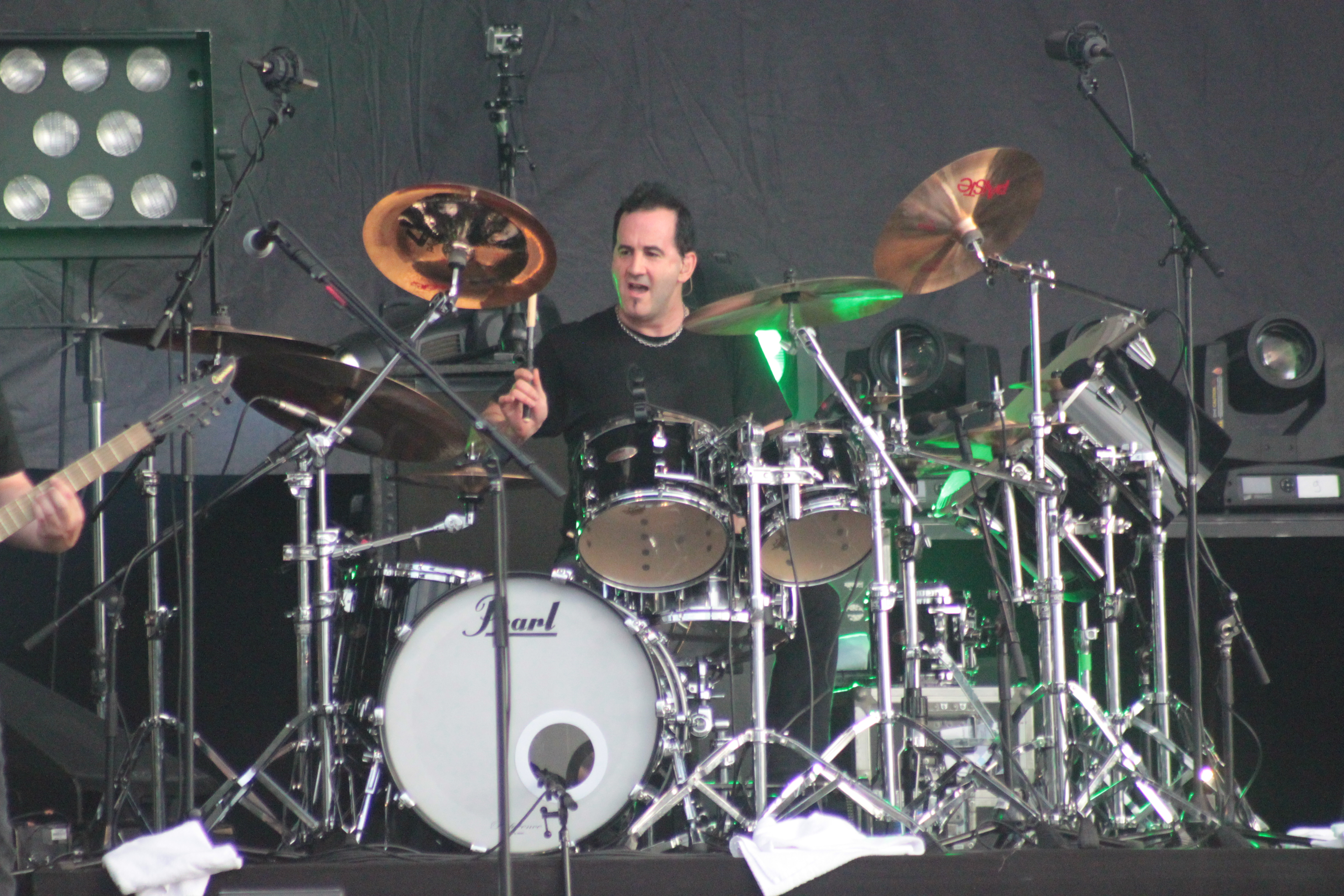
ジェイソン・ルロ(Ds) 2013年

### 旧メンバー
- ロッド・タイラー (Rod Tyler) - ボーカル (1994年) 1stアルバムにのみ参加
- トーマス・ミラー (Thomas Miller) - ベース (1994年−1998年) 4thアルバムまで参加
- トーマス・ウォーリング (Thomas Walling) - ドラムス (1997年−1998年) 4thアルバムにのみ参加 R.I.P 2022

## ディスコグラフィ

### スタジオ・アルバム
- 『シンフォニー・エックス』 - Symphony X（1994年）※日本先行発売
- 『ザ・ダムネイション・ゲーム』 - The Damnation Game（1995年）
- 『ザ・ディヴァイン・ウィングス・オブ・トラジディ』 - The Divine Wings Of Tragedy（1996年）
- 『トワイライト・イン・オリンポス』 - Twilight In Olympus（1998年）
- 『ファイヴ-新・神話組曲』 - V: The New Mythology Suite（2000年）
- 『ジ・オデッセイ』 - The Odyssey（2002年）
- 『パラダイス・ロスト』 - Paradise Lost（2007年）
- 『アイコノクラスト』 - Iconoclast (2011年)
- 『アンダーワールド』 - Underworld (2015年)

### ライブ・アルバム
- 『ライヴ!!イン・ヨーロッパ 2000-2001』 - Live on the Edge of Forever（2001年）

### コンピレーション・アルバム
- 『プレリュード・トゥ・ザ・ミレニアム』 - Prelude To The Millennium -Essentials Of Symphony-（1998年）※日本先行発売

## 来日公演

### 単独公演
- Japan Tour 1998（1998年）
  - 6月23日 大阪 バナナホール
  - 6月27日 川崎 クラブチッタ川崎

### フェス
- LOUD PARK 16（2016年）
  - 10月9日 埼玉 さいたまスーパーアリーナ